# Павло Варениця
Варениця Павло Сергійович (нар. 9 жовтня 1987, Одеса) — музикант, вокаліст, автор пісень, лідер рок-гурту «Epolets».

## Біографія
Народився 9 жовтня 1987 року в Одесі в сім'ї моряків. Створив свій перший гурт, будучи одинадцятирічним хлопцем. Після закінчення школи, однак, вступив до Національного університету «Одеська морська академія».
Колишній моряк — протягом майже п'яти років ходив у море, працюючи четвертим механіком у компанії «Марлоу Навігейшн Україна». 2012 року закінчив свій останній контракт та вирішив зібрати гурт, який сьогодні відомий під назвою «Epolets». З того часу гурт випустив чотири студійні альбоми, а також взяв участь в українській версії X-Фактору.
Проживає в Києві. 2018 року Павло став одним із ведучих ранкового шоу на радіо Просто Раді.О New Rock.

## Музичні вподобання
У інтерв'ю Павло згадував, що йому подобаються такі музичні колективи, як Led Zeppelin, Pink Floyd, Queen, Depeche Mode, The Killers, Kasabian та перші альбоми Muse.